# Promecotheca superba
Promecotheca superba es una especie de insecto coleóptero de la familia Chrysomelidae.
Fue descrita científicamente en 1914 por Maurice Pic.